# Economía de Montenegro
La economía de Montenegro es mayoritariamente una economía de servicios, en la actualidad en proceso de transición a una economía de mercado. La economía de este pequeño estado balcánico se está recuperando del impacto de las guerras yugoslavas, el declive de la industria que siguió al desmembramiento de la República Federal Socialista de Yugoslavia (RFSY), y las sanciones económicas de las Naciones Unidas.

## Historia
Con un relativamente principado y reino, Montenegro hizo sus primeros pasos hacia una economía industrial solamente a la vuelta del siglo XX. Las causas de este relativo retraso radican en la pequeña población, falta de materias primas, bajo desarrollo de la red de transporte y un nivel de inversión comparativamente bajo. Sin embargo, este retraso en la industrialización tuvo sus efectos positivos —Montenegro sobrevivió como un oasis ecológico específico. 
Las primeras fábricas fueron construidas en Montenegro en la primera década del siglo XX, seguidas de talleres de madera, refinerías de petróleo, cervecerías, y plantas eléctricas. Esta breve evolución de la economía industrial fue interrumpida por nuevas guerras - Primera Guerra Balcánica (1912-1913), seguida de la I Guerra Mundial y la II Guerra Mundial. Entre las dos guerras mundiales, la agricultura mantuvo su posición dominante en la economía nacional, mientras que las únicas fábricas que permanecieron fueron los talleres de la madera, fábricas de tabaco, cervecerías y las relacionadas con la industria de la sal.

### RFS de Yugoslavia
La economía hizo importantes progresos sólo después de la II Guerra Mundial, en donde Montenegro se convirtió en parte de la RFSY. En este periodo después de la II Guerra Mundial, Montenegro experimentó una rápida urbanización e industrialización. Se desarrolló un sector industrial basado en la generación de electricidad, el acero, el aluminio, la minería de carbón, la industria forestal y el procesado de la madera, la manufactura textil y del tabaco; mientras el comercio, el transporte naviero internacional, y particularmente el turismo se crecieron en importancia a finales de la década de 1980.

### Periodo de la post-Yugoslavia
La pérdida de los previamente garantizados mercados y proveedores tras la rotura de RFS de Yugoslavia, dejó al sector industrial montenegrino tambaleando ya que a producción fue suspendida y los programas de privatización, que habían empezado en 1989, fueron interrumpidos. La desintegración del mercado yugoslavo, y la imposición de sanciones por parte de la ONU en mayo de 1992 fueron las causas de la mayor crisis económica y financiera en Montenegro desde la II Guerra Mundial. Durante el año 1998, dos tercios de la población montenegrina vivían por debajo de la línea de pobreza, mientras que las frecuentes interrupciones en el suministro provocaron que los índices de media ambientales y de salud cayeran por debajo de los estándars mínimos internacionales. Las pérdidas financieras bajo los efectos de las sanciones de las Naciones Unidas en toda la economía de Montenegro son estimadas en aproximadamente $6.390 millones. Este periodo fue marcado por el segundo mayor grado de hiperinflación en la
historia de la humanidad (3 millones por cien en enero de 1994).
Debido a su favorable situación geográfica (tiene acceso al mar Adriático y un acceso por agua a Albania a través del lago Skadar) Montenegro se convirtió en un centro de actividades de contrabando. Se paró la entera producción industrial montenegrina, y la actividad económica principal de la república fue el contrabando de bienes útiles —especialmente de aquellos a pequeña escala, como el combustible y las cigarretas, los cuales se dispararon en precio. Se convirtió de facto en una práctica legalizada y continuó durante años.

### Divergencia de la influencia serbia
En 1997, Milo Đukanović tomó el control del partido gobernante PSDM y comenzó a cortar lazos con Serbia. Culpó a las políticas de Slobodan Milošević del declive general de la economía montenegrina. El gobierno montenegrino adoptó el marco alemán en respuesta a la resurgente inflación, e insistió en tomar mayor control sobre el destino económico. Esto finalmente resultó en la creación del estado de Serbia y Montenegro, una unión relativa en la que el gobierno montenegrino asumió la responsabilidad predominante de su política económica.
Esto fue seguido de una implementación más rápida y eficiente del proceso de privatizaciones, reformas legislativas, introducción del IVA y la adopción del euro como la moneda legal de Montenegro. El gobierno estableció un plan económico de reformas a medio plazo, popularmente referido como "La Agenda".
A pesar de la implementación de reformas de leyes y la privatización de la mayoría de las compañías públicas, las condiciones de vida de los montenegrinos no mejoraron significativamente en este periodo. El gobierno, con Milo Ðukanović todavía de primer ministro, culpó a Serbia del lento progreso. Algunos argumentos utilizados para apoyar esta posición fueron que la deuda externa de Serbia era mayor en un tercio, y que el desempleo era significativamente menor en Montenegro. También se argumentó que las dificultades de cooperación del gobierno serbio con el Tribunal de La Haya para los crímenes de guerra, el desarrollo del estatuto de Kosovo y la agitación política general en Serbia estaban disminuyendo el atractivo de Montenegro para los inversores y retrasando su progreso hacia la plena membresía en la Unión Europea y la OTAN.
Se realizó un referéndum el 21 de mayo de 2006 n el que el pueblo de Montenegro votó por escasa mayoría en favor de la independencia de Montenegro de Serbia.

### Post-independencia
Después del referéndum de independencia, la economía de Montenegro continuó su transformación en una más basada en los servicios, con el objetivo declarado de convertirse en una destinación para el turismo de lujo, y unirse a la Unión Europea. Se han realizado esfuerzos para atraer inversiones extranjeras en el sector del turismo, así como en proyectos de grandes infraestructuras, ambos necesarios para facilitar el desarrollo turístico.
Montenegro ha experimentado una explosión inmobiliaria en 2006 y 2007, con inversores rusos, británicos y otros comprando propiedades en la costa montenegrina. Montenegro recibió, a partir de 2008, más inversiones per cápita que cualquier otra nación de Europa. Debido a la inversión directa extranjera, la economía montenegrina ha crecido rápidamente en los últimos años. Sin embargo, la crisis económica de finales de los 2000 inevitablemente reducirá el crecimiento y algunos de los mayores proyectos pueden posponerse (desarrollo de Velika Plaža, Ada Bojana, Buljarica, playa de Jaz, construcción de la autopista Belgrado-Bar, nuevas plantas eléctricas). La recesión también está golpeando fuerte a la planta de aluminio de Podgorica, el mayor contribuidor individual al PIB, y el mayor exportador.